# Superboy

Emblema familiar de la Casa de El

Superboy (en español: Superchico) es el nombre de varios superhéroes ficticios que aparecen en los cómics estadounidenses publicados por DC Comics. Estos personajes han aparecido en varias series de cómics homónimas, además de Adventure Comics y otras series protagonizadas por grupos de superhéroes adolescentes.
Desde la primera historia publicada del personaje en 1944 hasta 1992, el título Superboy se aplicó a las versiones de las aventuras de Superman (Kal-El) como niño, adolescente o adulto joven. Los escenarios principales de las historias fueron la ciudad ficticia de Smallville, el siglo 30 (donde Superboy apareció en aventuras de viajes en el tiempo con la Legión de Super-Héroes) y las universidades a las que asistió Clark Kent. En 1993, se presentó un segundo Superboy, un joven clon de Superman al que finalmente se le dio el nombre de Kon-El y la identidad secreta de Conner Kent. En 2016, DC Comics presentó a otro Superboy, Jon Kent, el hijo del Superman contemporáneo y su esposa Lois Lane.
Superboy fue el primer superhéroe en protagonizar un exitoso título en solitario después de la Segunda Guerra Mundial. Durante la Edad de Plata de los cómics, Superboy fue con frecuencia el segundo superhéroe más vendido, con números mensuales de Superboy y Adventure Comics que vendían regularmente más de un millón de copias combinadas.A Superboy y sus adaptaciones posteriores se les atribuye la popularización de la precuela como una forma de entretenimiento.
Versiones de los personajes han aparecido en programas de televisión, series animadas y películas desde 1960, incluida una serie de televisión sindicada de 1988 a 1992. Smallville, un popular programa de WB/CW emitido de 2001 a 2011, se basó en los personajes clásicos de Superboy, las aventuras superheroicas de un Clark Kent anterior a Superman y apariciones especiales de una versión alternativa de Kon-El.

## Historia

### El Superboy original (Pre-Crisis)
Inicialmente, Superboy era Kal-El (Clark Kent) en su juventud, es decir, una versión juvenil de Superman. Superboy usaba el mismo traje que Superman y Clark Kent escondía su identidad usando gafas. El personaje fue creado por Jerry Siegel (sin Joe Shuster).
El personaje estuvo en varias series desde la década de 1940 hasta la década de 1980. Su primera aparición fue en More Fun Comics Vol.1 #101 (Enero-Febrero de 1945) y luego en Adventure Comics. Tiempo después, tendría su propio cómic en 1949. Al principio, los únicos personajes del Superman original que aparecieron en el cómic fueron los padres de Clark Kent. Un nuevo personaje se añade a la historia: Lana Lang, quien sería el primer amor de Clark Kent en su juventud. El hogar de Superboy era una granja en Villachica (Smallville), un pueblo ficticio de Estados Unidos.
Algunos personajes como Mister Mxyzptlk y Lex Luthor tuvieron apariciones en los cómics de Superboy. En el caso de Luthor, se explica el origen de la enemistad entre él y Superman.
En su última aventura como Superboy (DC Super Stars n.º 12), la chica de sus sueños, Misty, descubre mediante grafología que Clark es Superboy y se enamoran, pero poco después ella muere bajo el ataque de una pie grande hembra. Furioso, Superboy ataca al pie grande pero cuando está a punto de matarla se detiene. Esta resulta ser la última prueba a la que su maestro robot de Krypton lo había preparado antes de considerar que estaba listo para actuar en bien de la humanidad, y así le revela no solo que Misty estaba viva, sino que ella había sido creada únicamente para la prueba. Después de estas experiencias, decide no ser más un niño y cambiar su nombre a Superman.
Tras los acontecimientos en el evento más importante de la historia de DC, las Crisis en Tierras infinitas, esta etapa fue borrada de su historial, por lo que se dejó bien claro que Superman nunca fue Superboy durante su juventud. Sin embargo, después de Crisis infinita, se vuelve a poner en duda este hecho.

### Superboy Prime (Tierra Prima)
También conocido como Superman Prime, proviene de un universo paralelo, de una Tierra donde no existía ningún superhéroe y estos eran únicamente personajes de cómics. Su historia es similar a la de Superman: llegó a la Tierra desde Krypton justo antes de que el planeta explotara, Krypton fue engullido por una supernova por lo que no existen restos del planeta, por eso nunca ha habido kryptonita en su realidad, fue acogido por los Kent como su hijo adoptivo y lo nombraron "Clark". Los nombres de sus padres adoptivos eran Jerry y Naomi Kent.
Durante muchos años, Clark vivió una vida normal, pero una noche, para una fiesta, se disfrazó de Superboy y sus poderes aparecieron de pronto. Al mismo tiempo, Superman de Tierra-1 (Kal-El), encontró la manera para encontrarse con este Superboy, y decidió unírsele en su lucha contra el Antimonitor. Al final de la Crisis en Tierras infinitas, Tierra Prima fue destruida. Como Superboy no tenía un hogar al cual regresar, se unió a Álex Luthor de Tierra-3,a Lois Lane y Superman de Tierra-2 y los cuatro partieron hacia un espacio entre universos.

#### Crisis infinita
En la reciente saga Crisis infinita, Superboy Prime es corrompido por Alex Luthor, mostrándole los horrores del nuevo universo, así como la muerte de su familia, para usarlo en sus propios planes. Alex le da mejoras en sus poderes, al brindarle parte de su antimateria. Por ello, Superboy es más poderoso que los otros Superman, siendo capaz de mover planetas y así reordenar el centro del universo. Pudo incluso romper las barreras del hipertiempo y regresar de la Speed Force donde había sido atrapado por Bart Allen, Wally West, Johnny Quick y Max Mercury. En su regreso, vestía parte de la armadura del Antimonitor.
Después de los acontecimientos relatados en dicha serie, Superboy Prime fue aprisionado dentro de un Devorador de Soles rojo en Oa, estando bajo constante vigilancia de los Guardianes del Universo y de los Green Lantern Corps. Completamente loco, aseguraba que esa prisión no sería capaz de contenerle mucho tiempo.

#### Guerra de los Sinestro Corps
Durante la Guerra de los Sinestro Corps contra los Green Lantern Corps, Prime es liberado de su prisión en Oa, y se une a los Sinestro Corps, los cuales están integrados por Parallax, Cyborg Superman, Sinestro y el Antimonitor.
Aunque al principio de la guerra no se ve mucha acción, más tarde lucha en la Tierra contra todos los superhéroes incluyendo a Superman, Superboy, Power Girl y Supergirl, y cuando parecía que después de muchos problemas ya lo habían derrotado debido a que todavía no recuperaba sus poderes por completo, los recupera volando en dirección al sol. Inmediatamente, se enfrenta contra el nuevo Ion, el cual ya no es Kyle Rayner, sino Soddom Yat el cual es un daxamita, y tiene poderes similares a los de un kriptoniano,después de una lucha un poco recargada hacia el lado de Prime, este sale victorioso, para posteriormente enfrentarse a Guy Gardner y John Stewart, durante la lucha cae en la desesperación y destroza la armadura que contiene al Antimonitor, para posteriormente ser enviado a otro universo por un Guardián de Oa.

#### Cuenta atrás para la Crisis final
En Cuenta atrás para la Crisis final (Countdown to Final Crisis), se puede apreciar un Superman Prime que ha crecido y tiene una apariencia idéntica al Superman adulto, pero con la diferencia de que usa un traje completamente negro con el símbolo de la S plateado, muy similar al usado por Superman durante su regreso de la muerte. Aquí ataca la Tierra-15, donde asesina al Lex Luthor de dicha Tierra, a Zod, quien es Superman, y a toda la Liga de la Justicia, para finalmente, hacer explotar el planeta. Posteriormente se le puede ver en La Fuente, la cual divide a los 52 universos. Ahí ha establecido su base de operaciones y mantiene prisioneros a Mr. Mxyzptlk y a Zatanna de una de las 52 Tierras. Mxyzptlk le indica que actualmente es tan poderoso debido al último encuentro que tuvo (no se específica cuál, posiblemente el que tuvo con los Guardianes del Universo; la energía que absorbió proviene del guardián al que asesinó), pero que una vez que consuma esa energía volverá a su apariencia física tradicional. Superman Prime se enfurece porque ni Mr. Mxyzptlk ni Zatanna pueden ayudarlo a recuperar su hogar Tierra Prima, y Zatanna le indica que nunca lo va a lograr. Esto hace que la asesine, pero Mr. Mxyzptlk escapa con la ayuda de esta antes de su deceso.
Después de tanta búsqueda, se encuentra involucrado en la guerra del Monarca contra los Monitores, escuchando las mentiras del Monitor Solomón que aquella batalla podría destruir todas las realidades y posiblemente el universo que tanto busca, diciéndole que es Tierra 51, donde Monarca estaba atacando. Superman Prime arremete contra Monarca en una titánica batalla en la que destruye la armadura de este, la cual reacciona como una Bomba Universal y destruye todo a su paso. Superboy Prime sobrevive a la explosión y es enviado al futuro de Nueva Tierra (la Tierra donde se ubican los sucesos principales del Universo DC) donde será el líder de la Legión de Súper-Villanos del siglo XXX. Aparentemente ha perdido la energía del Guardián y regresado a su estado original.

#### Crisis Final
Luego en la saga Crisis final: Legión de tres mundos (Crisis Final: Legión of three World) es revelado como el Time master y se ayuda a sí mismo más joven a destruir a la Legión de Superhéroes, pero tras fallar es exiliado a Tierra Prima sin poderes, donde se reencuentra con sus padres y su joven amor que lo miran horrorizado, pues habían estado leyendo sus cómics y sabían todo lo que había hecho.
Superboy Prime es inmune a la kryptonita de este universo (el Krypton de este universo corresponde al de Nueva Tierra), debido a que el Krypton de su universo fue destruido sin dejar rastros, nunca hubo restos de kryptonita que le afectasen, sumado a la destrucción de su realidad en la Crisis en Tierras infinitas, no hay kryptonita en la actualidad que pueda afectarle.

### El Superboy de la Tierra de bolsillo (Post-Crisis)
DC, para reparar la continuidad,debido a que antes de la Crisis Superboy era parte de la Legión de Super Héroes, decidió explicar que este personaje era un Superboy de una Tierra de Bolsillo creada por el Señor del Tiempo. También de esta Tierra proviene Supergirl-Matrix, la cual después que es destruida su Tierra se va a vivir a la Tierra de donde viene el Superman actual.

### El Clon de Lex Luthor y Kal-El: Superboy (Kon-El/Conner Kent)
Este Superboy era un clon de Superman. Fue presentado durante la saga El reinado de los Superhombres. Superboy se hacía llamar "Superman" y decía ser el clon de este. Al principio sus habilidades no funcionaban correctamente; poseía habilidades telequinéticas que le permitían volar pero no era invulnerable. Por un tiempo Superboy comenzó a ganar poder al estilo kryptoniano, como la visión de rayos X.
Era un miembro estable de los Jóvenes Titanes. Allí conoció a Wonder Girl, con quien comenzó a salir Robin quien llegaría a ser su mejor amigo. 
En una serie llamada Hipertensión viajó a diferentes líneas de tiempo donde conoció versiones de él mismo,además de ir a una Tierra que era gobernada por Black Zero, también llamado Superman II, pues en esta realidad Superman no resucitó.
Fue miembro de la Legión de Super Héroes cuando fue abducido por ellos al viajar al futuro. Más tarde, tomó la identidad civil de Conner Kent. Durante este tiempo, se reveló que Superboy poseía tanto ADN de Superman como de Lex Luthor. Durante su creación, lo programaron para que, al recibir una clave, obedeciera ciegamente a Lex Luthor. Fue durante la saga The Insiders que Luthor usó dicha clave para que Conner atacara a todos sus compañeros. Superboy logró romper esa programación y desarrollar un alma propia.
Recientemente, Kon-El fue atacado por Superboy Prime durante los eventos de Crisis infinita. Conner, al ver que no podía derrotarlo, llamó a los Jóvenes Titanes para que vinieran a ayudarle. Superboy Prime asesinó a algunos y luego fue atrapado por Wally West, Jay Garrick y Bart Allen en la Speed Force, de la que pudo regresar.
En las últimas apariciones de Superboy previas a su muerte, se lo pudo ver teniendo relaciones con Wonder Girl y luego, uniéndose a Nightwing en un ataque contra Alexander Luthor.
Durante la saga Crisis infinita, Kon-El falleció a manos de Superboy Prime, alzándose durante las páginas de la saga 52, un culto que predica la posibilidad de la resurrección.

#### Crisis final: Legión de tres mundos
En la legión de 3 mundos se le revive, la explicación es similar a la utilizada para revivir a Superman en el reino de los superhombres: Brainiac 5 envió a Starman al pasado para que recolectara ADN de Conner y lo llevase a la cámara de resurrección que reconstruyó el cuerpo de Superman y le permitió volver a la vida, el proceso demoró 1000 años en el chico, que volvió en el momento exacto para enfrentarse por tercera vez contra Superboy Prime.

#### Los Nuevos 52/DC Renacimiento
Tras el reinicio del Multiverso (DC Comics), Superboy pasa a ser un clon del hijo de Superman que viene de un futuro posapocalíptico a causa de una guerra entre los clones, los seres humanos y los Meta-humanos. Kon-El ha perdido la memoria y, además, es observado por una policía futurista del siglo XXXI.

#### Convergencia
Hace poco el universo de DC Comics entró en la saga Convergence donde se muestran distintos héroes de épocas, tiempos y mundos distintos luchando por su supervivencia, entre ellos esta Kon-El, quien tratará de proteger su mundo luchando contra los héroes de Kingdom Come (cómic) posteriormente Superboy se uniría a otros héroes como Superman, Supergirl entre otros para poder así salvar a todos los universos y salvarlos de la destrucción.

### Superboy (Jon Kent)
Esta nueva versión de Superboy resulta ser hijo de Superman y Lois Lane en un futuro alternativo. Jon no fue criado por sus padres si no por Harvest, líder de la corporación N.O.W.H.E.R.E quien lo crio en un mundo posapocalíptico donde hay una guerra entre los humanos, los meta humanos y los clones. Jon mantiene rivalidad contra Kon-El, debido a que Kon se rebeló contra los malvados planes de Harvest durante un tiempo. Jon fue un villano que viajaba a través de las líneas del tiempo matando superhéroes y supervillanos por igual, sin embargo, tras la muerte de Kon-El a manos de H'El, Jon asumió el título de Superboy. En principio Jon asumió el título de Superboy para engañar a los habitantes de la continuidad principal de DC Comics, pero con el pasar de los días fue descubriendo su lado heroico y finalmente se rebela contra N.O.W.H.E.R.E y admite con orgullo su herencia kryptoniana por parte de su padre. Posteriormente destruye de una vez por todas a N.O.W.H.E.R.E en una batalla por el tiempo. Al final, en la batalla resucita Kon-El, aunque en el proceso Jon muere, por lo que Kon-El vuelve a asumir el título de Superboy.

#### DC: Renacimiento: El Hijo de Superman y Lois Lane
En DC Rebirth, Jon reaparecería más tarde como un niño, donde sería presentado formalmente debutando como el hijo canónico de Clark (Superman) y Lois Lane,a diferencia de su versión corrupta del futuro distante proveniente de una realidad del Hipertiempo, este Jon tiene 10 años.Adopta el título de Superboy con un traje hecho en casa que consiste en pantalones vaqueros rasgados,zapatillas de deporte  y una sudadera con capucha de Superman que también tiene una capa adherida a la parte posterior. Él aparecería en el cómic Super Sons, lanzado en febrero del 2017, junto con Damian Wayne. El cómic trata de los hijos y compinches de los dos superhéroes más famosos, Superman y Batman. Los dos están constantemente compitiendo y tienen problemas para llevarse bien,también son responsables de trabajar juntos y luchar contra el crimen. El Superboy de esta serie tiene algunas diferencias con los anteriores, debido a su naturaleza híbrida. En principio, al contrario de su padre, no puede volar. En su lugar, se desplaza dando enormes saltos con los que recorre grandes distancias en poco tiempo (de forma similar a como lo hace El increíble Hulk, personaje de Marvel Comics). Por otro lado, mantiene algunos de los poderes kryptonianos como la súper fuerza, el súper soplido o los rayos oculares.Es inmune a la kryptonita gracias a su ADN humano, lo que le otorga cierta ventaja respecto a su padre, que, al ser kryptoniano puro, sí que sufre las consecuencias de la radiación de dicha roca.
Actualmente su paradero es desconocido, luego de hacer un viaje con su madre Lois y el recién aparecido padre de Superman, Jor-El en un viaje por el Universo, producto de los acontecimientos que rodean al misterio del Doctor Manhattan en su introducción en el Universo DC.

## Apariciones en otros medios
- Young Justice (serie de televisión): Kon-El, es uno de los personajes principales de la serie animada Young Justice, siendo esta su primera aparición en una serie animada. Creado por Cadmus a partir del ADN de Superman, es liberado de su confinamiento por Kid Flash, Robin y Aqualad mientras investigan el complejo. Aunque al principio parece mostrarse obediente a la programación de sus creadores, Aqualad lo convence de que es un ser vivo y merece tener una vida propia, así que los ayuda a escapar. Durante la primera temporada demuestra tener serios problemas de ira, en parte por sus fallidos intentos de establecer una relación mentor-pupilo con Superman, quien parece recelar de él. Mantiene una relación romántica con Miss Martian. En el episodio "Agendas" se revela que la mitad de su ADN es humano, proveniente de Lex Luthor, lo cual explica el por qué no puede utilizar algunos de los poderes kryptonianos como vuelo y visión calorífica. Para utilizar esos poderes, había utilizado los parches que se llaman "escudos". Sus escudos contenían su ADN humano. En la segunda temporada, su relación con Superman mejora, ha aprendido a controlar su ira y es menos impulsivo. Tiene una invitación abierta para unirse a la Liga de la Justicia, pero aún no la acepta.

#### Otras series televisivas o proyectos
- The Adventures of Superboy (1961) – serie de televisión protagonizada por Johnny Rockwell.
- Superboy (1966) – película de Andy Warhol.
- The New Adventures of Superman (1966-1967) – serie animada de televisión con apariciones de Superboy.
- The Superman/Aquaman Hour of Adventure (1967-1968) – serie animada de televisión con apariciones de Superboy.
- Superboy (1988-1992) – serie de televisión protagonizada por John Haymes Newton en su primera temporada y Gerard Christopher desde la segunda temporada a la cuarta.
- Superboy, conocido como Subject 13, apareció en la escena clímax de "Dick Grayson" de Titans. Escapó del Proyecto Cadmus en Metrópolis, mientras asesinaba a los científicos y liberaba a Krypto. El personaje aparecerá en la segunda temporada como una serie regular interpretado por Joshua Orpin.[29]